# Fumaria maurorum
Fumaria maurorum är en vallmoväxtart som beskrevs av René Charles Maire. Fumaria maurorum ingår i släktet jordrökar, och familjen vallmoväxter. Inga underarter finns listade i Catalogue of Life.